# حلم عزيز (فلم)
حلم عزيز فيلم مصري إنتاج عام 2012.

## القصة
عزيز (أحمد عز) أحد نماذج رجال الأعمال الذين يسعون إلى تحقيق أحلامهم بأي طريقة كانت مستغلا نفوذه وسلطته غير معير لمصالح الآخرين أهمية ولا يلتفت لمصلحة البلد...يشاء القدر أن يقع في أحد المواقف التي تقلب حياته رأسا على عقب وتغير من أسلوب حياته.. فترى ما الذي حدث جعله يتغير؟
وتدور الأحداث في إطار درامي كوميدي ويظهر أيضا في هذا الفيلم الثراء الفاحش لعزيز الذي يكون به علاقات نسائية ويقضي دائما وقته في التفاهات حتى يرى اباه في المنام وبعده ستنقلب حياته رأسا على عقب لما سيعلمه من تفسير هذا الحلم

## طاقم التمثيل
- أحمد عز: (عزيز)
- مي كساب: (ماجدة سكرتيرة عزيز)
- شريف منير: (والد عزيز)
- ميريت أسامة: (فريدة زوجة عزيز)
- رانيا منصور: (سامية اخت عزيز)
- محمد إمام: (تامر زوج أخت عزيز)
- سليمان عيد: (شوقى سواق عزيز)
- منة شلبي: (والدة عزيز)
- يوسف عيد: (الشحات)
- صلاح عبد الله: (كامل الدسوقي)
- محمد الصاوي: (محسن العوضي)
- إنعام سالوسة: (والدة محسن العوضي)
- محمود عبد الغفار: (عم امام)
- محمد ريحان: (الشيخ)
- حورية فرغلي: (رانيا دياب)
- عمرو المهدي: (رؤوف)
- أدهم عفيفي: (هتلر)
- هناء عبد الفتاح: (الطبيب النفسي)
- أحمد رزق: (سائق الميكروباص)
- محمد علي رزق:موظف السلفة
- دعاء سيف:الراقصة سونيا
- الطفل سليم:يوسف
- عمرو رجب:شاب المصنع

## روابط خارجية
- مقالات تستعمل روابط فنية بلا صلة مع ويكي بيانات